# ایسکاسنت‌دیوردی
ایسکاسنت‌دْیْوردْیْ (به مجاری: Iszkaszentgyörgy) یک شهرداری در مجارستان است که در ناحیه سکش‌فهروار واقع شده‌است. ایسکاسنت‌دْیْوردْیْ ۲۶٫۲۷ کیلومتر مربع مساحت و ۱٬۹۰۱ نفر جمعیت دارد.